# Amannus atriplicis
Amannus atriplicis är en skalbaggsart som beskrevs av Linsley 1957. Amannus atriplicis ingår i släktet Amannus och familjen långhorningar. Inga underarter finns listade i Catalogue of Life.